# لیو کای
لیو کای (انگلیسی: Liu Kai؛ زادهٔ ۱۱ اکتبر ۱۹۸۷) بازیکن بیسبال اهل چین بود. در بازی‌های المپیک تابستانی ۲۰۰۸ شرکت کرده‌است.